# Evan Drachman
Evan Drachman ist ein US-amerikanischer Cellist.

## Leben und Wirken
Der Sohn des Neurologen Dan Drachman und Jephtas, einer Tochter Gregor Piatigorskys, studierte am Peabody Institute in Baltimore, am New England Conservatory of Music und bis 1988 am Curtis Institute of Music. Seine Lehrer waren Luis Garcia-Renart, Orlando Cole, Laurence Lesser, William Pleeth und Stephen Kates. 1994 gastierte er mit den Odessaer Philharmonikern in Odessa und Kiew. 1997 unternahm er als Solist mit den Sankt Petersburger Philharmonikern eine Konzertreise durch Russland unter der Leitung von Mstislaw Rostropowitsch. 1999 veröffentlichte er mit dem Pianisten Richard Dowling seine erste CD A Frog He Went a Courting, weitere folgten 2004 (Infinity) und 2007 (Romance and Revelation). Mit dem Pianisten Victor Santiago Asuncion nahm er 2012 das Album Full Circle auf. Regelmäßiger Gast ist er bei Paul Rosenthals Sitka Summer Music Festival in Alaska. Drachman ist Gründer und künstlerischer Leiter der Piatigorsky Foundation.